# 421 Церінгія
421 Церінгія (421 Zahringia) — астероїд головного поясу, відкритий 7 вересня 1896 року Максом Вольфом у Гейдельберзі.